# Mutz (Bergisch Gladbach)
Mutz ist ein Ortsteil im Stadtteil Hebborn von Bergisch Gladbach.

## Geschichte
Die Siedlung Mutz entstand aus einer Hochmittelalterlichen Siedlungsgründung, die für 1280 mit dem Namen Mocze urkundlich belegt ist. Bis 1905 hatte sich aus dem ursprünglichen Siedlungskern ein kleiner Weiler mit zwei Hofstellen und 19 Einwohnern entwickelt.
Die Topographia Ducatus Montani des Erich Philipp Ploennies, Blatt Amt Porz, belegt, dass der Wohnplatz 1715 als drei gemeine Höfe kategorisiert wurde und mit Müts bezeichnet wurde.
Carl Friedrich von Wiebeking benennt die Hofschaft auf seiner Charte des Herzogthums Berg 1789 als Mutze. Aus ihr geht hervor, dass Mutz zu dieser Zeit zur Honschaft Combüchen im Kirchspiel Paffrath gehörte.
Das Combücher Mutz wurde Mutz op dissit der Bach (diesseits des Bachs) genannt, während der Teil von Mutz jenseits des Mutzbachs zur Herrschaft Odenthal gehörte.
Unter der französischen Verwaltung zwischen 1806 und 1813 wurde das Amt Porz aufgelöst und Mutz wurde politisch der Mairie Gladbach im Kanton Bensberg zugeordnet. 1816 wandelten die Preußen die Mairie zur Bürgermeisterei Gladbach im Kreis Mülheim am Rhein. Mit der Rheinischen Städteordnung wurde Gladbach 1856 Stadt, die dann 1863 den Zusatz Bergisch bekam.
Der Ort ist auf der Topographischen Aufnahme der Rheinlande von 1824, auf der Preußischen Uraufnahme von 1840 und ab der Preußischen Neuaufnahme von 1892 auf Messtischblättern regelmäßig als Mutz verzeichnet.
| Jahr | Einwohner | Wohn- gebäude | Kategorie | Bemerkung    |
| ---- | --------- | ------------- | --------- | ------------ |
| 1830 | 24        |               | Hofstelle | Mütz genannt |
| 1845 | 22        | 3             | Hofstelle |              |
| 1871 | 11        | 3             | Hofstelle |              |
| 1885 | 12        | 2             | Wohnplatz |              |
| 1895 | 22        | 2             | Wohnplatz |              |
| 1905 | 19        | 2             | Wohnplatz |              |

## Etymologie
Der Siedlungsname ist wahrscheinlich aus dem gleichnamigen Bachnamen Mutzbach hervorgegangen, weil Gewässernamen meistens zum ältesten Namensbestand einer Landschaft gehören. Zur Deutung des Namens gibt es unterschiedliche Ansätze. Eine Ansicht besteht darin, dass der Name in seiner Grundbedeutung für etwas Abgeschnittenes oder Verstümmeltes steht. So könnte der Name Mutz zum Beispiel einen markanten Baumstumpf bezeichnen. Wahrscheinlicher ist die Deutung des Ortsnamens mit der mundartlichen Bezeichnung als Mutt (= sumpfiges Land). Letzteres entspricht auch den örtlichen Gegebenheiten, da die Nähe des Mutzbaches auf eine sumpfige / morastige Bodenbeschaffenheit schließen lässt.